# M20超級巴祖卡火箭筒

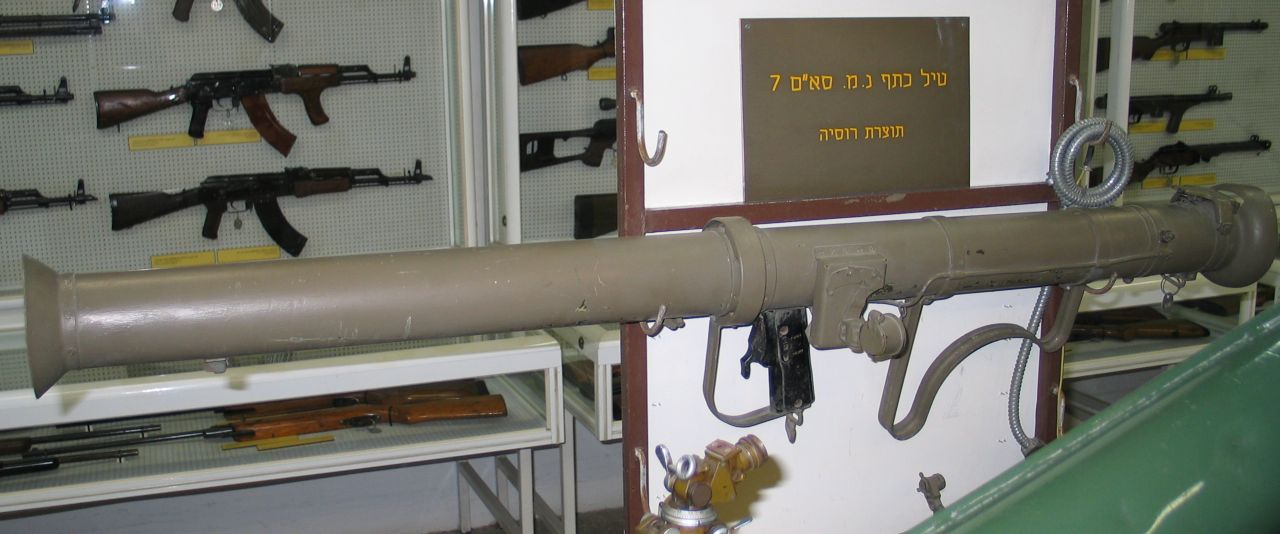
M20超級巴祖卡火箭筒

M20超級巴祖卡火箭筒是美國在M9巴祖卡火箭筒的基礎上研發出來的反坦克火箭筒，原本在1944年已研發出來但由於不論在第二次世界大戰的太平洋戰爭還是歐洲戰場皆可以用現有的M1和M9巴祖卡火箭筒對付日德軸心國的坦克，因此M20並未投產使用，直至韓戰爆發，征韓美軍發現M1及M9巴祖卡根本對朝鮮人民軍的蘇製T-34/85坦克無效，於是美國陸軍軍械部立即找來M20圖紙緊急生產M20並送往韓國戰場。

## 資料（M20）
- 全長:1524毫米
- 重量:6.5公斤
- 口徑:88.9毫米
- 火箭彈初速:160米/秒
- 火箭彈最遠射程:1200米
- 火箭彈最大穿甲厚度:280毫米
- 瞄準:機械瞄具

## 設計

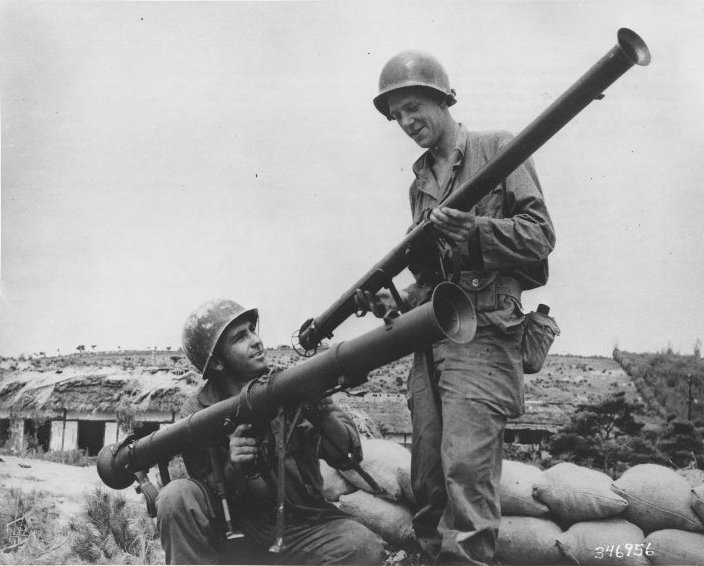
M20超級巴祖卡火箭筒（左）和M9巴祖卡火箭筒（右）

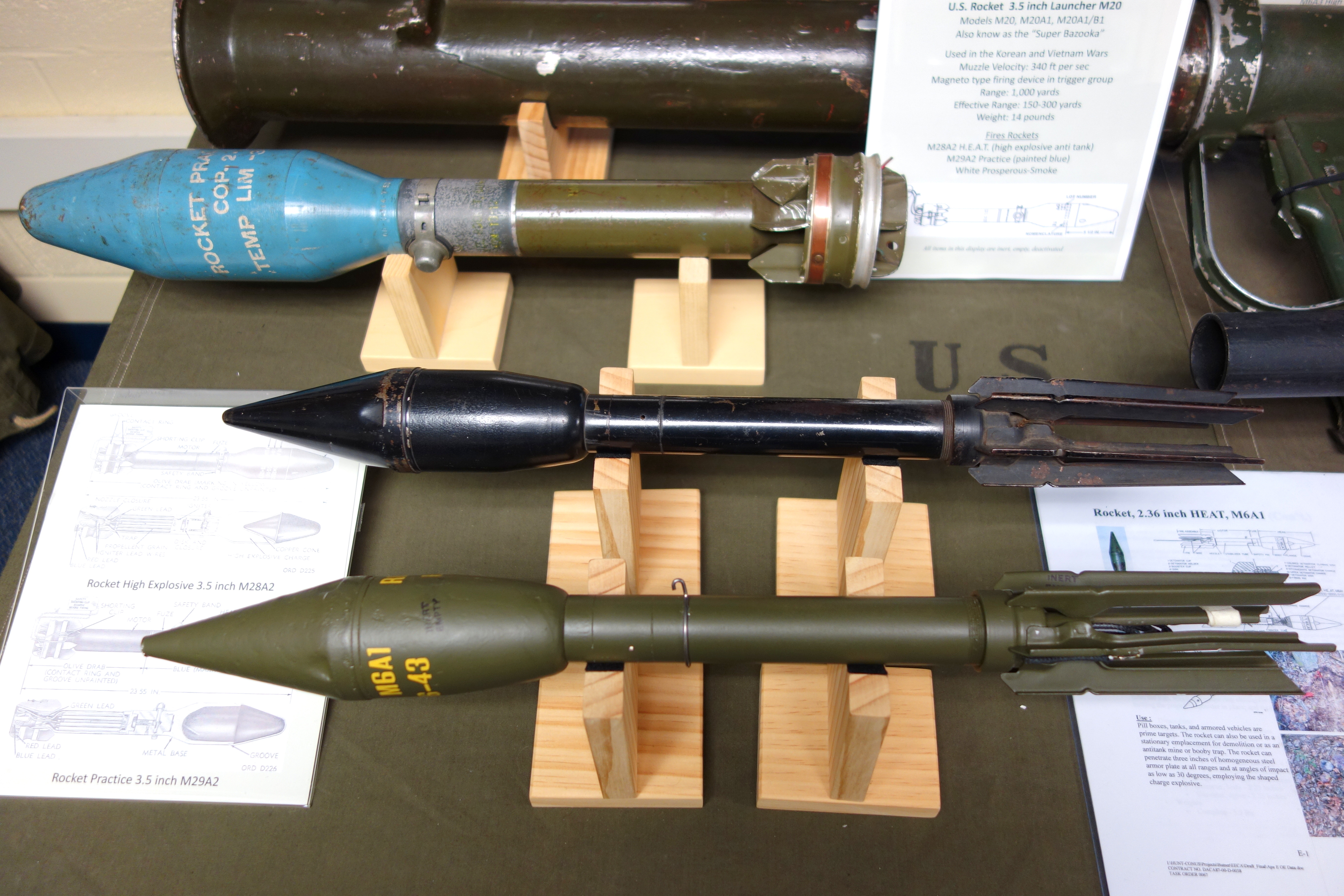
M20超級巴祖卡火箭筒用火箭彈（上）比巴祖卡火箭筒用火箭彈（下）更粗大，內裡的炸葯量增加了4倍

M20超級巴祖卡火箭筒是由M9巴祖卡火箭筒發展而來，主要由鋼鐵製（M20B1是鋁合金製）的滑膛身管組成，前後方有喇叭狀結構（作用是阻擋管口火焰），口徑由M9的60毫米增加至88.9毫米，使用裝炸藥量是原本4倍的火箭彈，M20超級巴祖卡火箭筒除了打坦克也能打工事和火力點，M20的點火是當射手按扳機時電磁會產生一個感應電流，此電流會流入火箭彈當中和彈尾接觸的環再把火箭彈的發射火葯點燃，其使用的火箭彈:
- M28A2高爆反坦克彈
- M30黃磷煙幕彈
- M29A2練習彈

M20超級巴祖卡火箭筒整體來說更接近德軍在第二次世界大戰末期使用的坦克殺手火箭筒，發射M28A2高爆反坦克彈的話可打穿280毫米厚鋼裝甲。

## 型號
- M20--基本型，前兩腳架可以被拆除，後單腳架固定
- M20A1--前後身管可被分成兩段，前後段有卡槽可以固定成一整段，前後腳架皆可以被拆除
- M20B1--用鋁合金代替鋼鐵製成身管的M20

## 實戰
朝鮮戰爭（1950-1953）
越南戰爭（1963-1973）

## 使用國家
- 美国
- 中华人民共和国

1950年10月在韓國坪洞的戰鬥當中，1俱M20和1發M28A2被中國志願軍第40軍繳獲，它們被送回瀋陽第52兵工廠研究而被中國人仿製成51式火箭筒，志願軍在韓國戰場每個步兵營也有3俱繳獲的美國原廠M20超級巴祖卡火箭筒
- 中華民國

國民政府遷到台灣後也有生產仿製自M20的國造56式3.5吋火箭筒
- 阿根廷

曾經於福克蘭群島戰爭被大量使用，為當時阿根廷海軍陸戰隊少數幾種大量配發的反裝甲武器

## 流行文化
- M20超級巴祖卡火箭筒是日本動畫「城市獵人」其中一種經常出場的武器之一